# (1819) Laputa
(1819) Laputa es un asteroide perteneciente al cinturón de asteroides descubierto por Ernest Leonard Johnson el 9 de agosto de 1948 desde el observatorio Union de Johannesburgo, República Sudaficana.

## Designación y nombre
Laputa recibió inicialmente la designación de 1948 PC.
Más tarde se nombró por Laputa, una isla imaginaria de la novela Los viajes de Gulliver del escritor irlandés Jonathan Swift (1667-1745).

## Características orbitales
Laputa orbita a una distancia media del Sol de 3,136 ua, pudiendo acercarse hasta 2,424 ua. Tiene una excentricidad de 0,2271 y una inclinación orbital de 23,9°. Emplea en completar una órbita alrededor del Sol 2029 días.